# SNK vs. 캡콤
캡콤 대 SNK(캡콤 vs. SNK)에 대해 설명한다.
캡콤과 SNK는 크로스 라이센스를 체결하여 각자의 회사의 캐릭터를 쓸 수 있게 해주는 것을 허가하고 자사 + 상대의 회사의 캐릭터들을 합친 게임을 서로 만들어냈다. SNK VS 캡콤 카드 파이터즈가 먼저 출시되고 캡콤측에서 캡콤 VS SNK를 내게 된다. SNK VS 캡콤 CHOAS는 이 크로스 라이센스와는 별개의 계약으로 만들어지게 된 타이틀이지만 아케이드용 대전 격투 게임으로 처음 나온 SNK VS 캡콤이다.

## 등장캐릭터의 공통적 룰
이 두 게임에서 등장하는 캐릭터는 일정 법칙을 따르게 되어 있다.

### 각 회사의 간판 캐릭터
- 공통 캐릭터
  - 쿠사나기 쿄, 야가미 이오리, 테리 보가드, 료 사카자키, 시라누이 마이, 아사미야 아테나(이상 SNK)
  - 류, 켄 마스터즈, 춘리, 가일, 달심, 히비키 단(이상 캡콤)

### 캡콤의 캐릭터
- 스트리트파이터의 보스급 캐릭터
  - 마이크 바이슨, 발록, 사가트, 베가(공통)
- 다크 스토커즈의 등장캐릭터
  - 모리건 앤슬렌드(캡콤)
  - 드미트리 막시모프(SNK)
- 파이널 파이터의 보스급 캐릭터
  - 로렌토(캡콤)
  - 우고 앙드레(SNK)

### SNK의 캐릭터
- 사무라이쇼다운의 등장캐릭터
  - 하오마루, 나코루루(캡콤)
  - 키바가미 겐쥬로, 어스퀘이커, 시키(SNK)
- 아랑전설 막판보스
  - 기스 하워드(공통)
- 오로치일족
  - 야마자키 류지, 바이스(캡콤)
  - 게닛츠(SNK)
- 더 킹 오브 파이터즈의 막판보스
  - 루갈 번스타인(캡콤)
  - 게닛츠(SNK)

## 기타
캐릭터의 종류는 캡콤이 SNK보다 많다. SNK측에서는 히든캐릭터의 개념을 부여하여 고급캐릭터(그러나 이 중에서 히비키 단은 고급캐릭터라 할 수 없다.)는 히든캐릭터화시킨 반면 캡콤측에서는 캐릭터들의 등급에 따라 레이셔의 숫자를 부여했다. 캡콤 VS SNK2탄부터는 레이셔를 조정할 수 있게 되었다.

### 캡콤 VS SNK의 레이셔 등급
사가트가 제일 강하고 그 다음으로 블랑카와 캐미 화이트가 성능이 좋다. 반면 니카이도 베니마루가 제일 약하다.
- 4레이셔 - 1Credit에는 4개의 레이셔가 부여된다. 그 부여된 레이셔 모두를 사용하여 단 한 명의 캐릭터를 선택할 수 있는데 그러한 캐릭터는 다음과 같다.
  - 캡콤 - 살의의 파동에 눈뜬 류, 고우키
  - SNK - 달밤에 오로치의 피에 미친 이오리

- 3레이셔 - 주로 보스급 캐릭터들이 이에 해당되며 3레이셔 캐릭터를 선택한 이후에는 1레이셔의 캐릭터만 선택이 가능하다.
  - 캡콤 - 베가, 발로그, 사가트
  - SNK - 루갈 번스타인, 기스 하워드, 야마자키 류지

- 2레이셔 - 주인공급 캐릭터들이 이에 해당되며 평균적인 능력을 지닌 캐릭터도 포함되어 있다.
  - 캡콤 - 류, 켄 마스터즈, 춘리, 가일, 에드몬드 혼다, 장기에프, M. 바이슨, 모리건 앤슬렌드
  - SNK - 쿠사나기 쿄, 야가미 이오리, 테리 보가드, 료 사카자키, 아사미야 아테나, 하오마루, 나코루루, 시라누이 마이, 김갑환

- 1레이셔 - 주로 여성이거나 스토리에 비중이 없는 캐릭터들.
  - 캡콤 - 캐미 화이트, 블랑카, 달심, 사쿠라, 히비키 단
  - SNK - 니카이도 베니마루, 바이스, 킹, 유리 사카자키, 죠 히가시

### SNK VS 캡콤 카오스의 보스체계
보스들은 모두 직접 선택이 불가능하며 특정묘수로서만 선택이 가능하다.
- 익시드로 KO시킨 횟수가 3회 미만의 경우
  - 1차 보스 - 히비키 단(캡콤), 게닛츠(SNK)
- 익시드로 KO시킨 횟수가 3회 이상일 경우
  - 1차 보스 - 제로(록맨), 데미트리 막시모프(이상 캡콤), 우주인(메탈슬러그), 기스 하워드(이상 SNK)
- 2차 보스 - 세뇌된 켄(1차 보스가 SNK출신 보스이거나 야가미 이오리를 상대로 만난 적이 있을 경우), 폭주한 이오리(1차 보스가 캡콤출신 보스이거나 켄 마스터즈를 상대로 만난 적이 있을 경우)
- 3차 보스 - 미스터 가라데(2차 보스가 폭주한 이오리일 경우), 고우키(2차 보스가 세뇌켄일 경우)
- 최종보스 - 3차보스까지 도달하는 동안 총 6회 이상의 익시드로 상대방을 쓰러뜨려야 만날 수 있다. 최종보스까지 가지 않으면 엔딩이 나오지 않는다.
  - 레드아리마(캡콤), 아테나(SNK), 이때 스테이지는 레드아리마일 경우 지옥, 아테나일 경우 천국이 된다.
  - 레드아리마에게 패하면 요괴로 변신하며 아테나에게 패하면 동물로 변신한다.
  - 가드데미지 클리어 없이 여기에 도달하면 아테나, 가드데미지 클리어가 한번이라도 있으면 레드아리마와 겨루게 된다.